# Ōhara (Okayama)

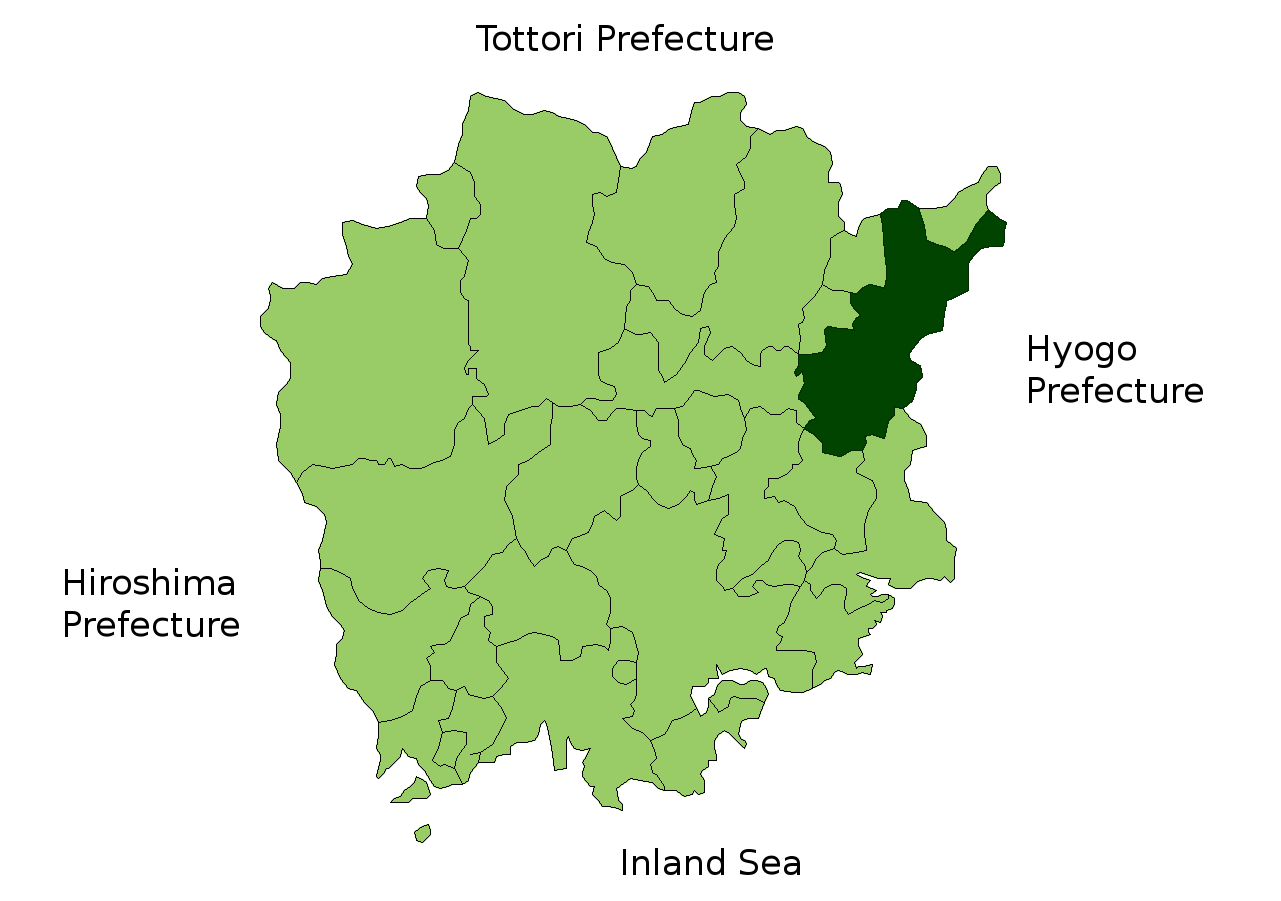
Province de Mimasaka
située dans le nord-est de la Préfecture d'Okayama.

Ōhara (大原町, Ōhara-chō) est une ancienne municipalité, située dans le district d'Aida de la préfecture d'Okayama, au Japon. Elle est, depuis 2005, un quartier de la ville de Mimasaka.

## Géographie

### Situation
La municipalité Ōhara-Chō est située au Nord-Est de la ville de Mimasaka (préfecture d'Okayama), au Japon.

### Hydrographie
Située dans une vallée japonaise, jalonnée de montagnes et de forêts, Ōhara est traversée, du nord au sud, par la rivière Yoshino, un affluent du fleuve Yoshii. On y trouve la source Ikkan Seisui.

## Histoire
La grand route d’Inaba reliant Inaba et Harima a vu Ōhara Harajuku prospérer durant la période Edo notamment comme village de transition et d’hébergement pour les voyageurs et les commerçants.
Ōhara voit le jour en 1889, par application des lois de réarrangement administratif de l'ère Meiji. Le 1er juin 1889, suivant la mise en place des directives impériales au sein du comté de Yoshino, plusieurs villages fusionnent, le village d'Ōhara est dès lors établi. Le 1er avril 1900, le Yoshino-gun, comté situé dans la préfecture d'Okayama, fusionne avec Aita-gun. Le 1er octobre 1922, le village d'Ōhara est promu bourg d'Ōhara. Le 25 mars 1954, Ōhara-Chō incorpore de nouveaux villages dont le village Miyamoto.
Depuis le 31 mars 2005, Ōhara-Chō dépend de la ville de Mimasaka, qui comprend aussi Sakutō, le village de Higashiawakura et la ville de Katsuta du district de Katsuta.

## Éducation
Ōhara dispose d'une école élémentaire et d'un établissement du secondaire.

## Transports

### Voies de chemin de fer
- Lignes Chizu Express
  - Chizu Line[1]
    - Gare d'Ōhara (en), gare principale : station Ōhara
    - Gare Miyamoto Musashi (en)

Vues de la gare Miyamoto Musashi
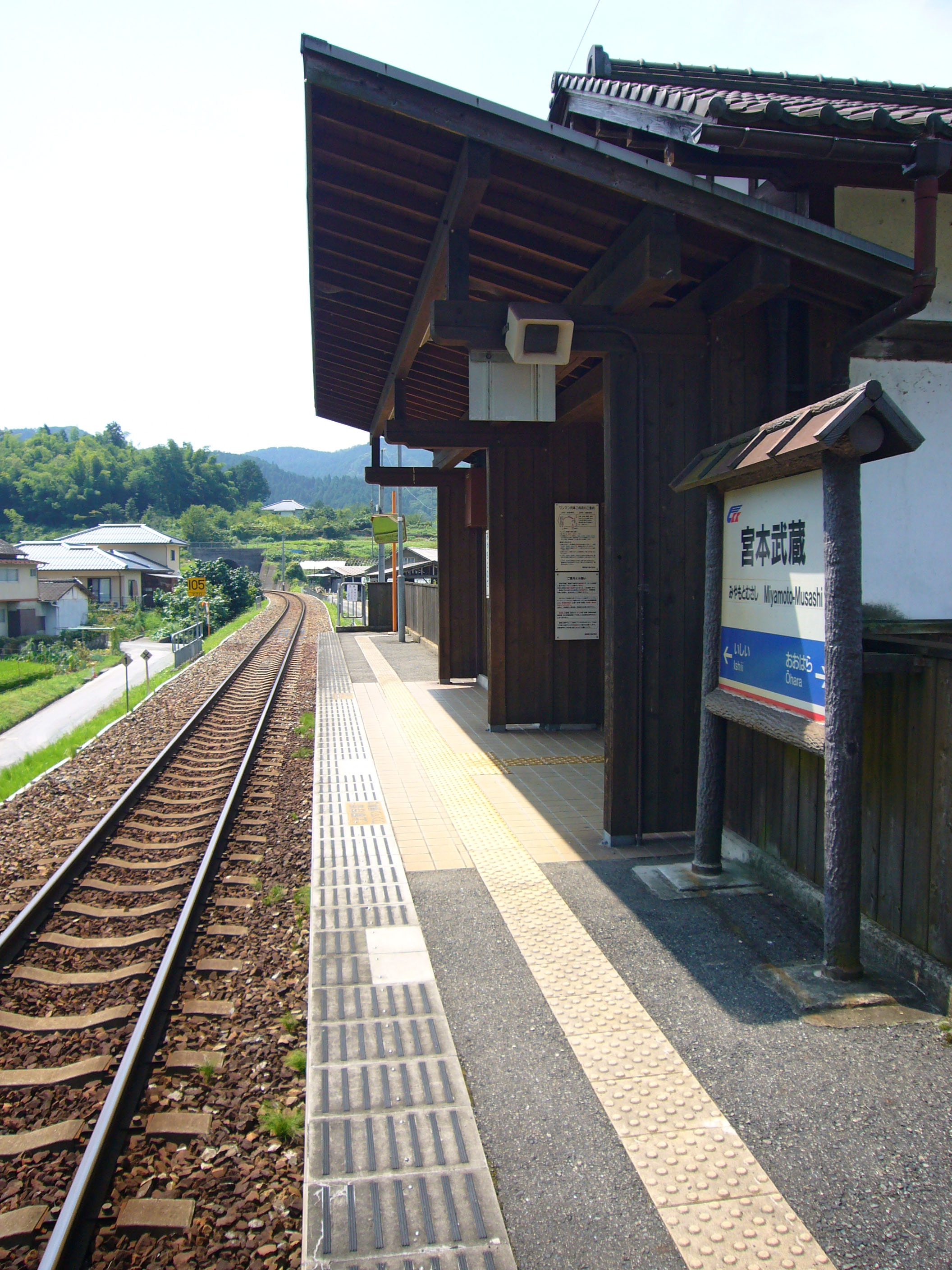
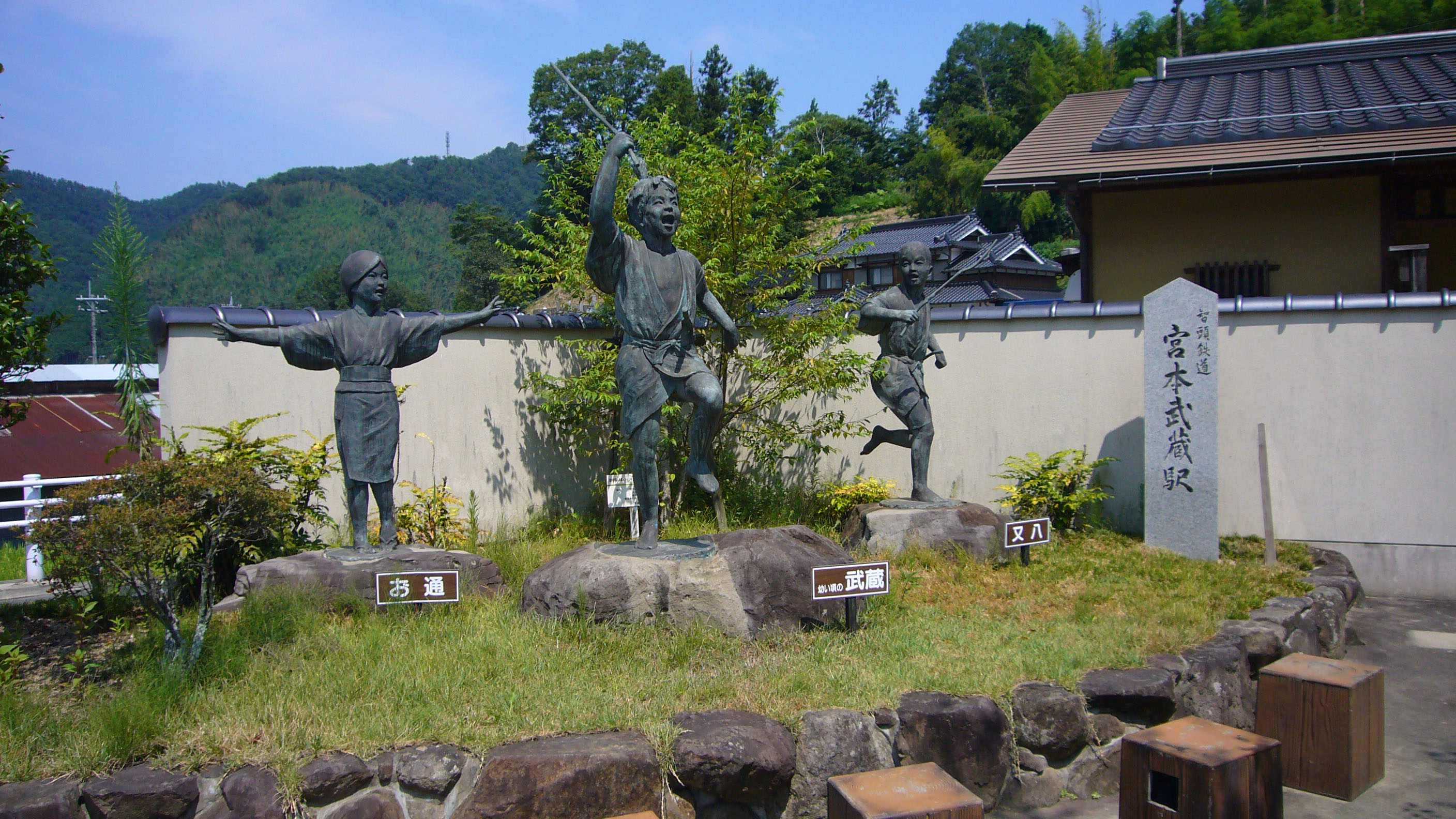

### Routes
- Routes nationales 373 et 429.
- Route prefectorales :
  - route préfectorale d'Okayama 5 : Sakutō-Ōhara ;
  - route préfectorale d'Hyogo 240 : Shimoshō-Sayō ;
  - route préfectorale d'Okayama 357 : Kajinami-Tateishi.

## Lieux historiques
- Village de Miyamoto Musashi.
- Pierre principale du Temple de Miyamoto Musashi.
- Ōhara-shuku.
- Ōhara Harajuku (ja). La préfecture d'Okayama désigne ce district d'Ōhara responsable de la préservation de la rue Musashi no Sato (lieu de naissance de Miyamoto Musashi).

- Ruines du château de Takeyama
- Musée Miyamoto Musashi (ja)

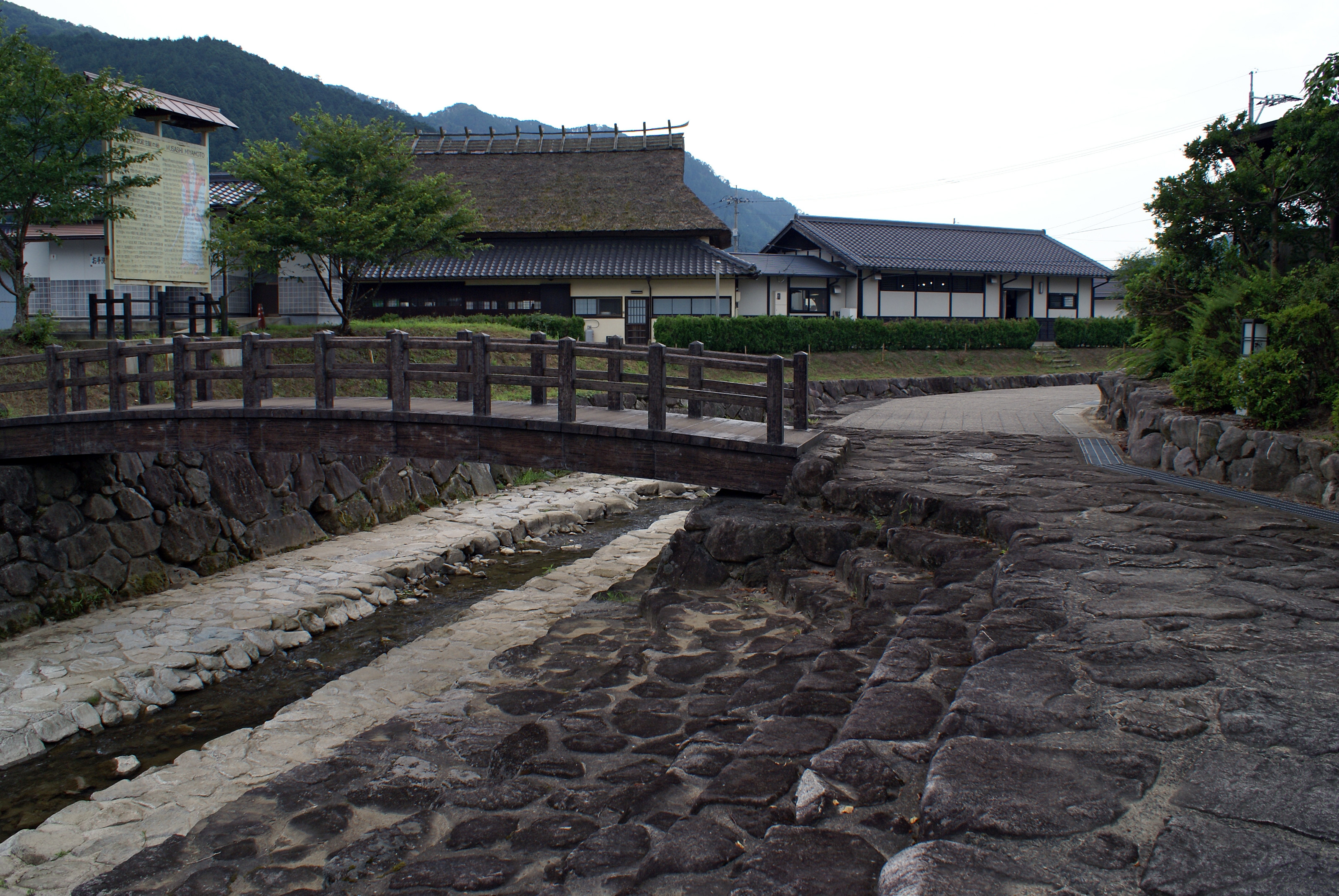
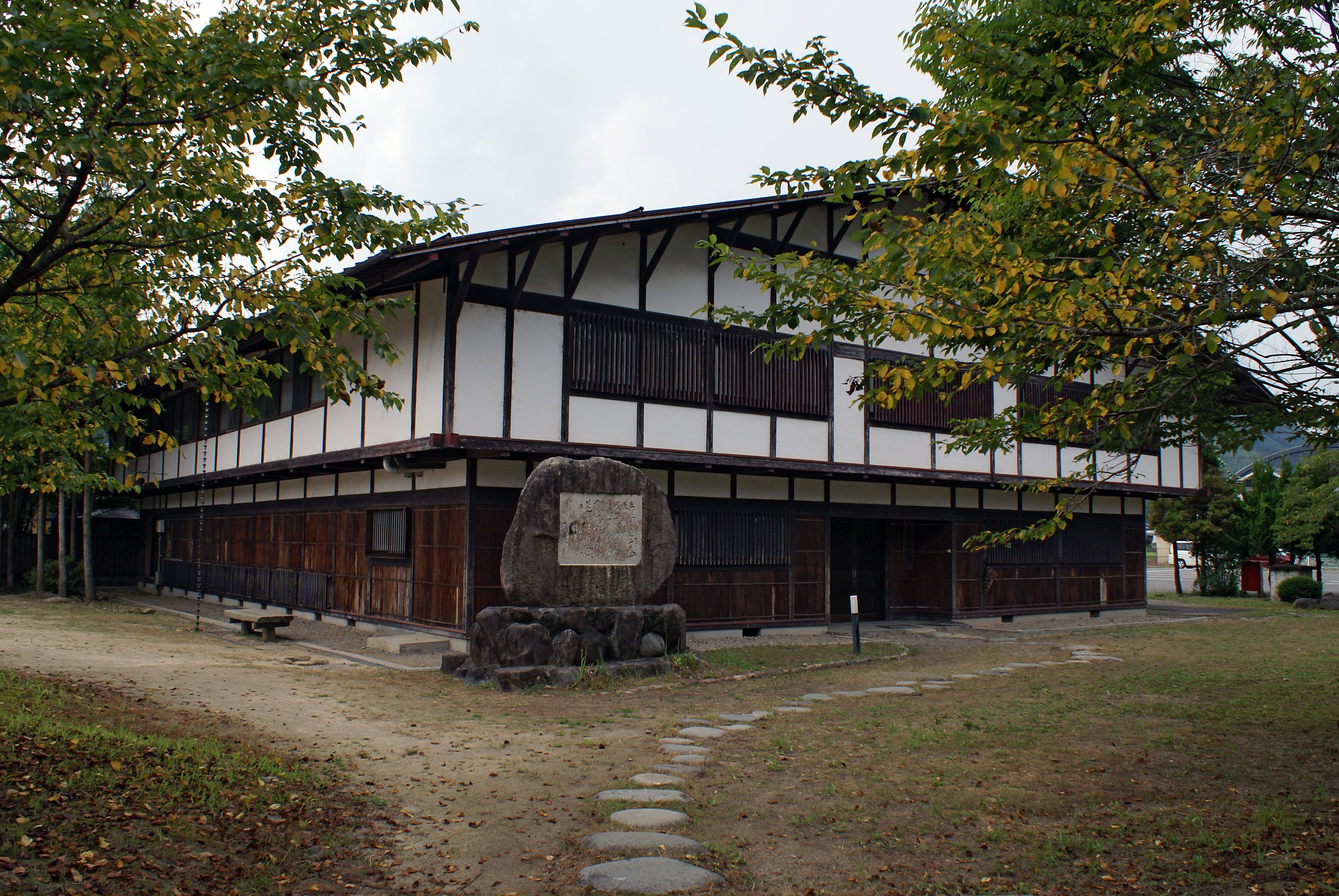
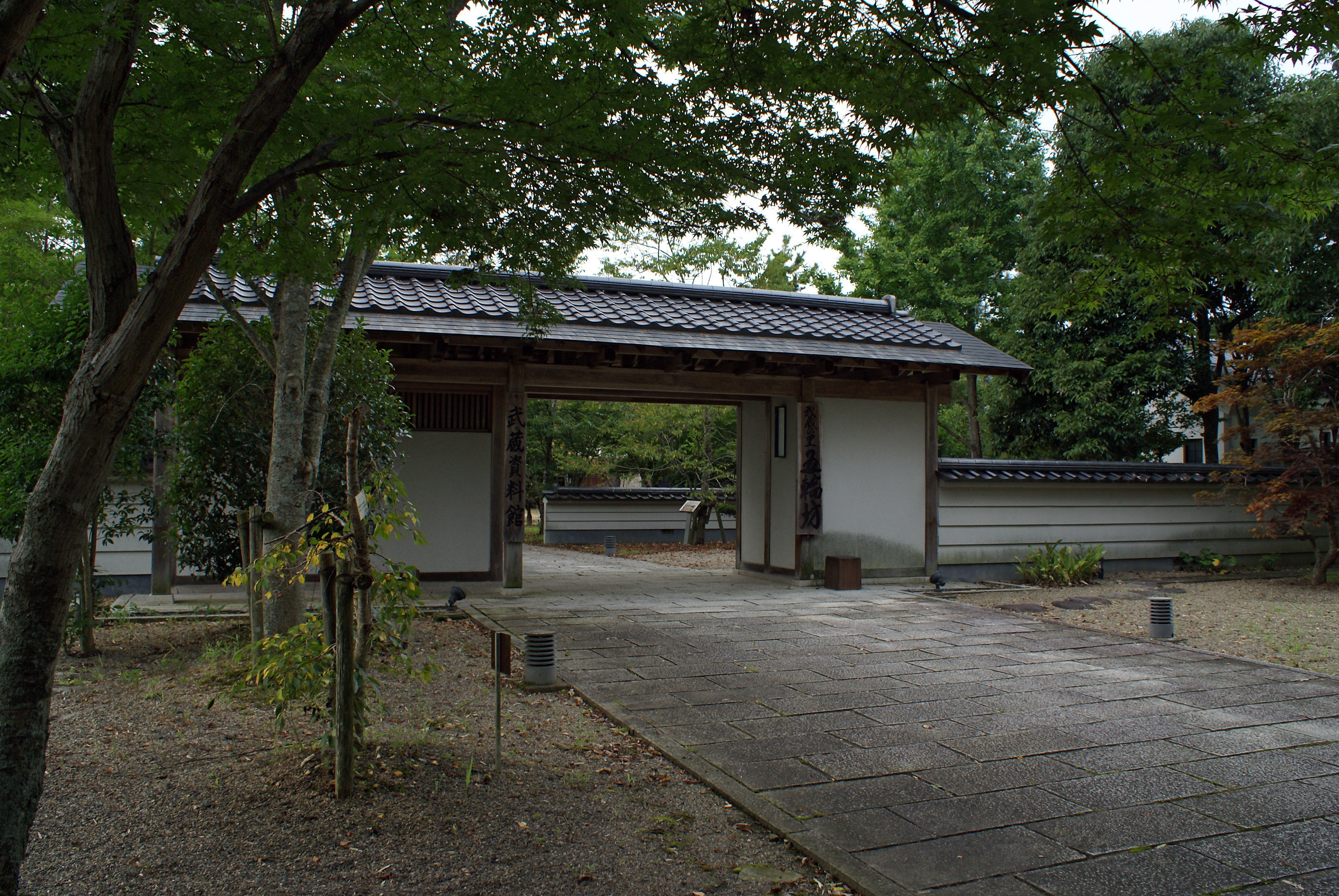
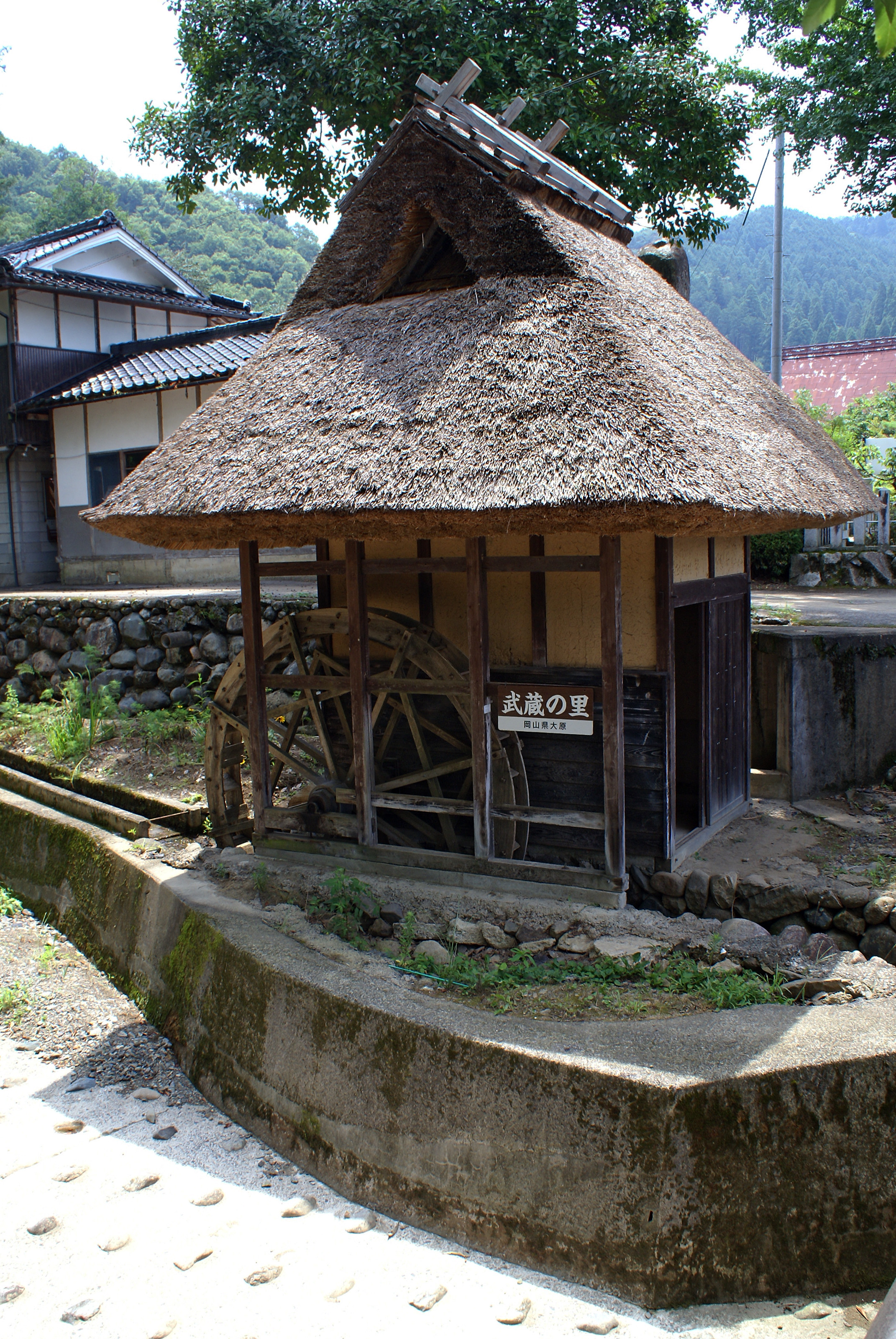

Au cœur d’Ōhara-Cho est mis sur pied un musée consacré à Miyamoto Musashi riche d’une importante collection ancienne de sabres, katana et wakizashi, d’œuvres d’art de sculptures de rouleaux et d’éléments du quotidien dont fut l’auteur ou fit usage ce guerrier au début de l'époque d'Edo, et reflétant les raisons profondes qui font que ce samouraï est dès lors appelé artiste philosophe et officiellement Saint à l’épée.

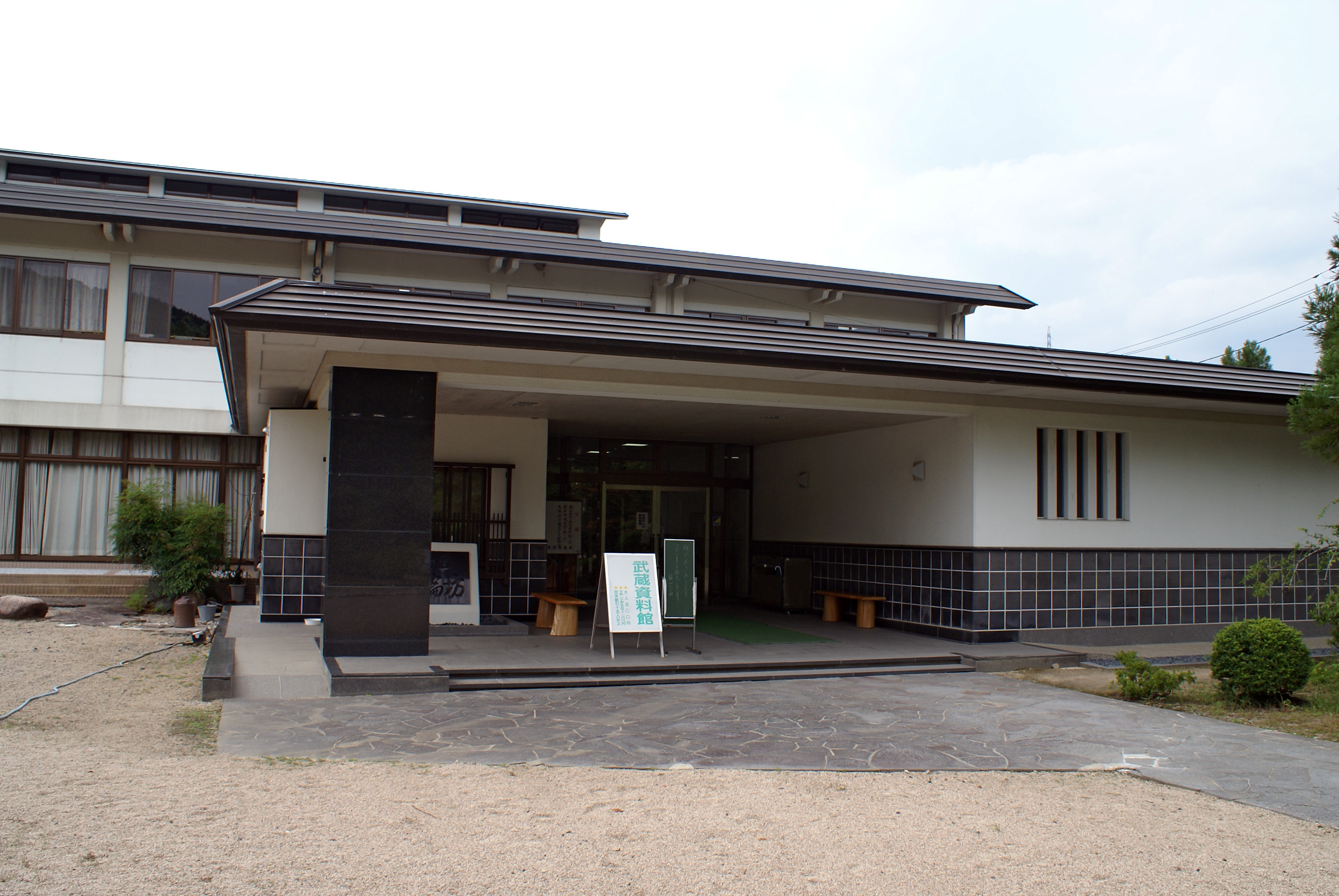
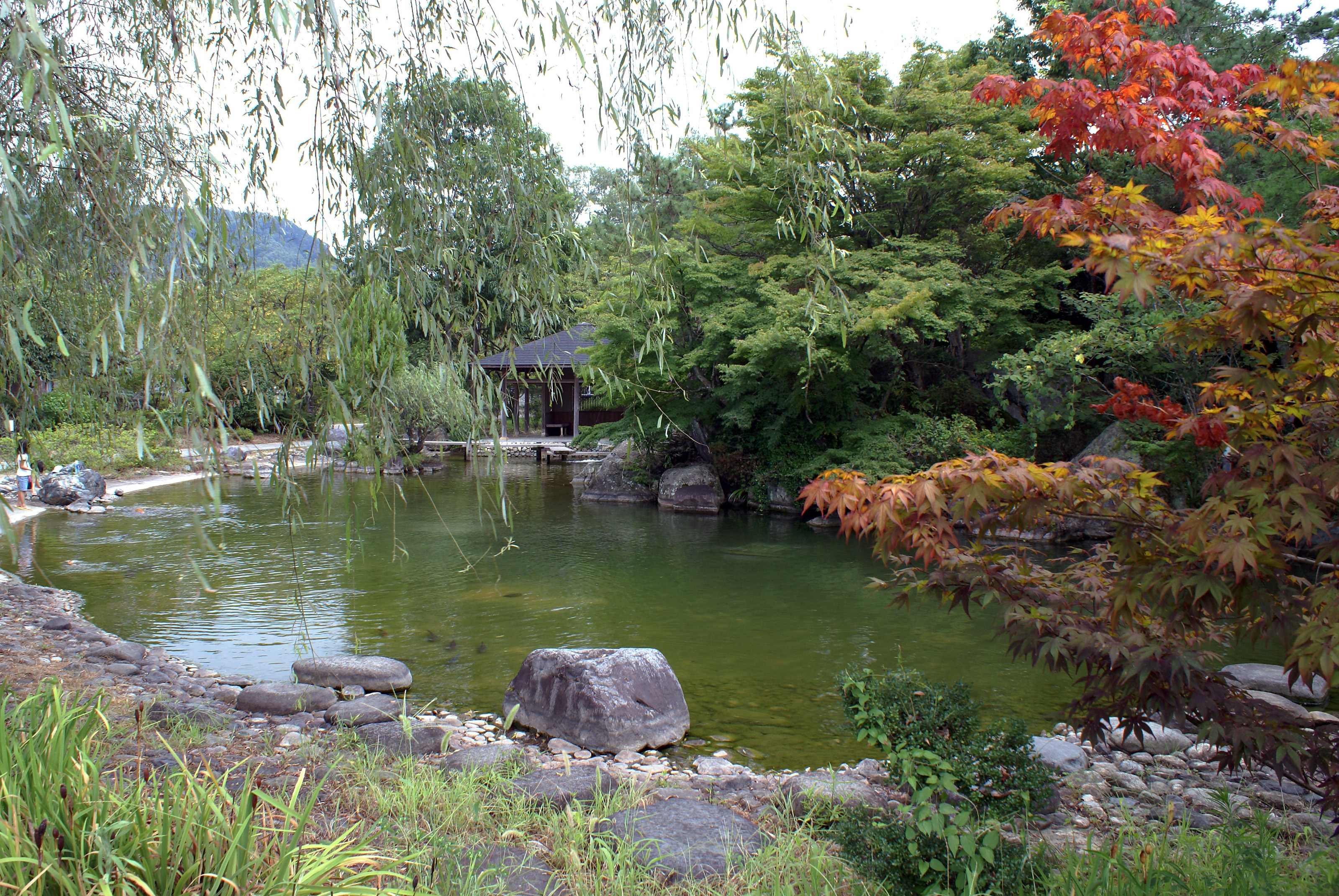

- Source située à Ōhara-Chō (Ikkanseisui) et stèles attenantes, province de Mimasaka.

De cette source la plus pure Miyamoto Musashi quittait son meilleur ami Moriwa Hikobei et le village d’Ōhara-chō pour établir son périple initiatique dans l’art du sabre afin de traverser les différentes provinces, pour y revenir afin de s’y reposer auprès de ses parents.

« Un kan d’eau pure
Musashi sur le village
Se retourne »

— Stèle - (« kan » (貫) désigne une unité monétaire)
- Mémorial dédié aux victimes d’Hiroshima

En 2001, est inauguré dans l’esprit de la sauvegarde du patrimoine et de la mémoire du Japon, un mémorial rappelant un événement prépondérant de l’histoire japonaise, Hiroshima. Le peuple japonais fut un cas unique du XXe siècle en opérant une démilitarisation massive inscrite dans la constitution, et dès lors une politique pacifique courant toute la deuxième moitié du XXe siècle, écho des deux cent cinquante paix instaurées par la dynastie Tokugawa originellement contemporaine de Miyamoto Musashi.

## Budokan Miyamoto Musashi
Le 20 mai 2000 au lendemain de la date anniversaire de Miyamoto Musashi, le Budokan Miyamoto Musashi est inauguré à Ōhara en présence du sensei Tadashi Chihara, dixième lignée de Miyamoto Musashi.

## Personnalités liées à la municipalité
Ōhara-Cho a vu naître le samouraï Miyamoto Musashi le 12 mars 1584,. Ses os ont été ramenés au cimetière d’Ōhara-Cho depuis l’endroit où il séjourna jusqu’en date du 19 mai 1645. Ceux-ci ont été déposés auprès de la tombe de ses parents, les 19 mai étant l’occasion de célébrations au sein du village d'Ōhara et du Budokan Miyamoto Musashi.

## Symboles municipaux
Ōhara a comme arbre symbole le zelkova serrata et comme fleur symbole la lilium japonicum, le lys japonais.